# Старинный парк и кварталы 1, 3, 4, 9 Салтыковского участка Балашихинского лесопарка
Старинный парк и кварталы 1, 3, 4, 9 Салтыковского участка Балашихинского лесопарка — памятник природы регионального (областного) значения Московской области, который включает ценные в экологическом, научном и эстетическом отношении природно-антропогенные комплексы, а также природные объекты, нуждающиеся в особой охране для сохранения их естественного состояния:
- сохранившиеся фрагменты старинного усадебного парка с системой прудов; старовозрастные смешанные и хвойные леса;
- места произрастания и обитания охраняемых и иных редких видов растений, грибов и животных.

Памятник природы основан в 1989 году. Местонахождение: Московская область, городской округ Балашиха, 1 км к югу от станции Салтыковская Горьковского направления Московской железной дороги. Площадь памятника природы составляет 242,87 га. Памятник природы включает кварталы 1, 3 (частично), 4, 9 Салтыковского участкового лесничества Ногинского лесничества с каскадом прудов на реке Чечере (пруды Жёлтый и Тарелочкин).

## Описание
Территория памятника природы располагается в западной окраине Мещерской низменности в зоне распространения плоских, слабоволнистых и волнистых моренно-водно-ледниковых равнин. Кровля дочетвертичного фундамента местности представлена глинами и песками верхней и средней юры. Абсолютные отметки в границах памятника природы изменяются от 127 м над уровнем моря (урез воды в реке Чечере в юго-восточном углу территории) до 150 м над уровнем моря (отметка на возвышенном участке равнины).
Территория памятника природы занята волнистыми и слабоволнистыми поверхностями моренно-водно-ледниковой равнины, прорезаемой долиной реки Чечеры с каскадом прудов. Местами равнина осложнена ложбинами, микрозападинами и небольшими всхолмлениями. Поверхности равнин сложены песчано-супесчаными отложениями или опесчаненными суглинками водно-ледникового генезиса. Уклоны основных поверхностей равнины составляют 1—4°.
Восточную оконечность территории прорезает долина реки Чечеры (правый приток реки Пехорки). Ширина долины достигает 150—200 м. Глубина вреза долины составляет 2—3 м (у Жёлтого пруда — до 5 м и более). Крутизна бортов долины достигает 15—25°. Ширина поймы реки (местами заболоченной) — 70—80 м. Долина Чечеры в границах памятника природы принимает ряд отрогов, преимущественно по типу слабовыраженных в рельефе ложбин. Ширина ложбин — до 80 м. В районе Жёлтого пруда отмечаются короткие береговые эрозионные формы рельефа (рытвины, ложбины), как правило, глубиной около 1 м.
Русло реки Чечеры заложено в направлении с севера на юг, её сток направлен в сторону реки Пехорки (бассейн реки Москвы) на юго-восток. Ширина русла — около 1 м, глубина — 0,2 м. На реке образован каскад прудов. В пределах памятника природы верхним является Жёлтый пруд, имеющий длину около 450 м, ширину — 100—200 м. Центральный водоем — поменьше, длиной 170 м, шириной — до 50 м. Нижний (Тарелочкин) пруд имеет длину 450 м, ширину — 100 м. Глубина прудов — порядка 1—1,5 м. В долине Чечеры вскрываются сочения и родники. Местами малая река и образованные на ней русловые пруды принимают притоки — небольшие ручьи шириной 0,5 м.
По юго-западной части памятника природы протекает спрямленный правый приток Чечеры — Никольская канава, на которой образован русловой (Блюдечкин) пруд. Длина водоема — 150 м, ширина — 80 м. Ширина Никольской канавы — 0,5 м.
Почвенный покров территории представлен преимущественно дерново-подзолами и дерново-подзолистыми почвами, по понижениям отмечаются дерново-подзолы глеевые и дерново-подзолистые глеевые почвы.

### Флора и растительность
Растительный покров территории памятника природы довольно разнообразен — здесь представлены старовозрастные смешанные леса с участками лугов, сообществами долин малых речек и живописными прудами. В лесном массиве, прилегающем к старинному парку, среди смешанных лесов есть участки хвойных и мелколиственных.
В памятнике природы преобладают смешанные насаждения с участием в древостое хвойных, широколиственных и мелколиственных пород: ели, липы, клёна платановидного, дуба, березы, осины. В подросте преобладают клен и липа, встречаются рябина, дуб и ель. В кустарниковом ярусе обильна черемуха, встречается малина и калина. Проективное покрытие травяного яруса неравномерное — от редкотравных участков под пологом до сомкнутых группировок в окнах. Преобладают виды широкотравья, иногда с примесью сорных. Отмечены сныть обыкновенная, осока волосистая, живучка ползучая, ожика волосистая, кислица обыкновенная, кочедыжник женский, щитовник игольчатый, гравилат городской, недотрога мелкоцветковая, будра плющевидная, крапива, мицелис стенной и другие виды.
На водораздельных участках встречаются еловые с сосной, еловые с сосной и берёзой и сосново-еловые леса. Средний диаметр ели — 30—40 см (до 50), сосны — 40—50 см. Есть поврежденные короедом-типографом участки. В подросте участвуют рябина, единично клен. Кустарниковый ярус не выражен. Единично растут лещина, бересклет бородавчатый, в окнах и вдоль дорог обильна малина. Отмечаются кисличные и кислично-вейниковые и разнотравно-кисличные ассоциации. В травяном ярусе доминирует кислица, реже вейник тростниковидный, местами обилен ландыш майский. Присутствуют щитовники картузианский (игольчатый) и мужской, кочедыжник женский, черника, золотарник обыкновенный, ожика волосистая, костяника, земляника, яснотка крапчатая, недотрога мелкоцветковая, мицелис стенной, вероника лекарственная, копытень европейский, норичник шишковатый, чистотел большой, гравилат городской, майник двулистный, живучка ползучая, фиалка собачья, ястребинка зонтичная, костяника. В окнах обильны чистотел и недотрога.
В южной части памятника природы преобладают сосново-берёзовые и берёзово-сосновые леса. В древостое часто присутствуют ель и дуб. Диаметр сосны в этих насаждениях — до 50 см, берёзы — 20—40 см, ели — 30—40 см, дуба — 15—30 см. Встречаются и более молодые насаждения. В подросте этих лесов участвует рябина, иногда липа. В некоторых сообществах рябина выходит во второй ярус. В кустарниковом ярусе обильны лещина, малина (вдоль троп и в окнах), изредка встречаются бузина, крушина, калина. В травяном ярусе чаще доминирует кислица, иногда сныть или осока волосистая. Часто встречаются ландыш, копытень, звездчатка жестколистная, живучка ползучая, щитовники мужской и картузианский (игольчатый), гравилат городской, вероника лекарственная, вейник тростниковидный, бор развесистый, ожика волосистая, золотарник обыкновенный, недотрога мелкоцветковая, чистотел большой, будра плющевидная и другие виды.
Для старинного усадебного парка характерны старовозрастные широколиственные насаждения с участием сосны. Преобладают липовые и кленово-липовые сообщества с сосной редкотравные и снытиевые. Сосны образуют первый древесный ярус, их диаметр в среднем — 50—60 см и до 90 см. Диаметры стволов лип варьируют от 10—20 см до 40—50 см. Диаметр стволов кленов платановидных — до 40 см. Единично встречаются дуб, вяз, береза. Во всех насаждениях обилен подрост (и поросль) клёна, подрост липы и рябины единичен. В кустарниковом ярусе единично встречается черёмуха и лещина. В разреженном травяном покрове отмечаются сныть обыкновенная (местами доминирует), копытень европейский, зеленчук жёлтый, медуница неясная, крапива двудомная, купырь лесной, гравилат городской, недотрога мелкоцветковая, чистотел большой, яснотка крапчатая, живучка ползучая, будра плющевидная, пырейник собачий и некоторые другие. На берегу Жёлтого пруда единично произрастает редкий для Подмосковья гриб дубовик оливково-бурый.
В смешанном лесу на склоне долины реки Чечеры в древостое присутствуют ель, сосна, берёза, дуб, липа. Липа доминирует по берегам реки. Диаметры стволов ели — до 50—80 см, сосны — 40—50 см, березы — 40 см, дуба — 10—30 см, липы — 30 см. Подрост и подлесок средней густоты, его образуют рябина обыкновенная, лещина, малина, рябинник рябинолистный. В травяном ярусе обильна кислица и сорнотравье (по краю леса). Присутствуют недотроги мелкоцветковая и железистая (особенно в пойме реки), хвощ луговой, будра плющевидная, чистотел большой, звездчатка жестколистная, гравилат городской, яснотка крапчатая, крапива двудомная, колокольчик крапиволистный (редкий и уязвимый вид, не включенный в Красную книгу Московской области, но нуждающийся на её территории в постоянном контроле и наблюдении).
Вдоль Тарелочкина пруда сохранился участок аллеи из старых тополей с ясенем высоким, берёзой, ольхой чёрной.
По берегам северной части Тарелочкина пруда вне рекреационной зоны тянется полоса черноольхового крупнотравного леса. В парке у пруда растут единичные деревья ольхи чёрной, ивы, липы, дуба, ясеня. Местами здесь присутствуют декоративные кустарники — пузыреплодник калинолистный, дерен белый, кизильник блестящий. В прибрежном травостое обычны камыш лесной, крапива двудомная, кипрей волосистый, недотрога мелкоцветковая, череда трехраздельная, зюзник европейский, бодяк полевой, осот полевой, полынь обыкновенная, ежа сборная, тимофеевка луговая и другие виды.
На рекреационных полянах около прудов в разнотравно-злаковом травостое присутствует большое количество сорных видов. Основу травостоя составляют злаки (пырей ползучий, кострец безостый, мятлик луговой), клевер ползучий, подорожник большой. Встречаются горец птичий, икотник серо-зеленый, одуванчик лекарственный и многие другие. На границе с лесом растут яснотка белая, земляника лесная, гравилат городской, крапива, недотроги мелкоцветковая и железистая, полынь обыкновенная, борщевик сибирский и другие виды. Крапива местами образует куртины.
В долине небольшого ручья, впадающего в пруд, растет черноольшаник с берёзой влажнотравный с черемухой и ивами пятитычинковой и ломкой. В травостое — недотрога железистая, крапива, купырь лесной, таволга вязолистная, гравилат речной.

### Фауна
Территория памятника природы представляет собой остатки старинного парка и лесопарковый массив, длительное время подвергавшиеся различным видам хозяйственного и рекреационного воздействия. В связи с этим животное население здесь является несколько обедненным и в основном сформировано антропофильными видами. Тем не менее, в целом фауна памятника природы характерна для сообществ хвойно-широколиственных лесов Подмосковья; дополнительное биоразнообразие ей придают имеющиеся на территории водоемы. На территории памятника природы отмечено обитание 89 видов позвоночных животных: не менее 12 видов рыб, четыре вида амфибий, один вид рептилий, 57 видов птиц и 15 видов млекопитающих.
Кроме того, в 1980-х годах на территории памятника природы был выявлен целый ряд редких и охраняемых видов бабочек.
Среди позвоночных животных на территории памятника природы господствуют виды, экологически связанные с древесно-кустарниковой растительностью. Доля лугово-полевых, водоплавающих и околоводных видов здесь значительно меньше.
На территории памятника природы выделяются четыре зоокомплекса: зооформация смешанных хвойно-широколиственных лесов, зооформация хвойных лесов, зооформация водно-болотных местообитаний и зооформация лугово-опушечных местообитаний.
Зооформация смешанных лесов является преобладающей и наиболее богатой на территории памятника природы, в её составе в равной степени участвуют как представители неморальной фауны, так и «хвойнолюбивые» виды, а также виды, широко распространенные в лесах различных типов. В составе данной зооформации участвуют обыкновенный ёж, обыкновенная бурозубка, обыкновенная белка, европейская рыжая полёвка, малая лесная мышь, полевая мышь, лесная куница, тетеревятник, канюк, вяхирь, желна, большой пёстрый дятел, лесной конёк, обыкновенная иволга, сойка, крапивник, черноголовая славка, пеночка-весничка, пеночка-теньковка, пеночка-трещотка, мухоловка-пеструшка, серая мухоловка, зарядка, рябинник, чёрный и певчий дрозды, большая синица, обыкновенная лазоревка, обыкновенный поползень, обыкновенная пищуха, зяблик, обыкновенная зеленушка, обыкновенный щегол, обыкновенный дубонос (редкий и уязвимый вид, не включенный в Красную книгу Московской области, но нуждающийся на территории области в постоянном контроле и наблюдении). В лесных сообществах, особенно по оврагам и сырым ложбинам обычны травяная и остромордая лягушки; встречаются серая жаба и живородящая ящерица.
Зооформация хвойных (еловых и сосновых) лесов включает многие перечисленные выше виды, хотя доля в населении видов, связанных с широколиственными и вообще лиственными насаждениями, здесь заметно ниже. Хвойные леса предпочитают рябчик, желтоголовый королёк, серая мухоловка, дрозд деряба (уязвимый вид, не внесенный в Красную книгу Московской области, но нуждающийся на территории области в постоянном контроле и наблюдении), пухляк, московка, обыкновенный снегирь.
Зооформация лугово-опушечных местообитаний связана в своем распространении с лесными полянами, луговинами вдоль прудов и в пойме реки Чечеры, с открытыми территориями, соседствующими с памятником природы. Она характеризуется значительно меньшим разнообразием видов: европейский крот, обыкновенная полёвка, белая трясогузка, обыкновенный жулан, сорока, серая славка, обыкновенная овсянка. В открытых угодьях также кормятся канюк, лесной конёк, различные виды дроздов, вьюрковые птицы (зяблик, обыкновенная зеленушка, черноголовый щегол). В старинном парке и вблизи селитебных территорий к ним присоединяются синантропные виды: чёрный стриж, воронок, деревенская ласточка, обыкновенный скворец, полевой воробей, домовая мышь. В луговых местообитаниях в 1980-х годах были отмечены многие редкие виды бабочек, занесенные в Красную книгу Московской области: подалирий, минуция лунная, катефия алхимическая, аутографа-мандаринка, симира беложильная, ортозия пышная, осенний шелкопряд салатный, а также виды бабочек, являющиеся редкими и уязвимыми таксонами, не внесенные в Красную книгу Московской области, но нуждающиеся на территории области в постоянном контроле и наблюдении: сиреневый бражник, седина Бюттнера, апамея красноточечная, капюшонница ромашковая, капюшонница пижмовая, капюшонница серебристая.
Как в лесных, так и в лугово-опушечных биотопах встречаются заяц-беляк и обыкновенная лисица.
Каскад русловых прудов в долинах реки Чечеры и её притока Никольской канавы, а также поймы этих рек служат местом обитания для видов водно-болотной зооформации. Здесь известны следующие виды рыб: обыкновенная щука, серебряный карась, сазан (карп), обыкновенный пескарь, уклейка, обыкновенная верховка, обыкновенная плотва, линь, вьюн (два последних вида являются редкими и уязвимыми видами, не включенными в Красную книгу Московской области, но нуждающимися на территории области в постоянном контроле и наблюдении), усатый голец, речной окунь, ротан-головешка. Встречаются бобр, водяная полёвка, американская норка, горностай; на прудах обычны озёрная лягушка, серая цапля, кряква, озёрная и сизая чайки; прибрежные древесно-кустарниковые заросли и высокотравье населяют белоспинный дятел (занесен в Красную книгу Московской области), речной сверчок, болотная камышовка, садовая славка, обыкновенный соловей, дрозд белобровик, обыкновенная чечевица.
Повсеместно на территории памятника природы можно встретить ворона и серую ворону.

## Объекты особой охраны памятника природы
Охраняемые экосистемы: сохранившиеся фрагменты старинного парка с системой прудов; старовозрастные смешанные хвойно-широколиственные и хвойные леса. Места произрастания и обитания охраняемых в Московской области, а также иных редких и уязвимых видов растений, животных и грибов.
Виды растений, являющиеся редкими и уязвимыми таксонами, не включенные в Красную книгу Московской области, но нуждающиеся на территории области в постоянном контроле и наблюдении: колокольчик крапиволистный.
Редкий вид грибов: дубовик оливково-бурый.
Охраняемые в Московской области, а также иные редкие и уязвимые виды животных:
- виды, занесенные в Красную книгу Московской области: белоспинный дятел, подалирий, минуция лунная, катефия алхимическая, аутографа-мандаринка, симира беложильная, ортозия пышная, осенний шелкопряд салатный;
- виды, являющиеся редкими и уязвимыми таксонами, не включенные в Красную книгу Московской области, но нуждающиеся на территории области в постоянном контроле и наблюдении: деряба, обыкновенный дубонос, линь, вьюн, сиреневый бражник, седина Бюттнера, апамея красноточечная, капюшонница ромашковая, капюшонница пижмовая, капюшонница серебристая.